# (32976) 1996 VK
1996 VK (asteroide 32976) é um asteroide da cintura principal. Possui uma excentricidade de 0.06025960 e uma inclinação de 7.36928º.
Este asteroide foi descoberto no dia 3 de novembro de 1996 por Takeshi Urata em Oohira.